# Droga wojewódzka 886
Die Droga wojewódzka 886 (DW 886) ist eine 29 Kilometer lange Droga wojewódzka (Woiwodschaftsstraße) in der polnischen Woiwodschaft Karpatenvorland, die Domaradz mit Sanok verbindet. Die Strecke liegt im Powiat Brzozowski und im Powiat Sanocki.

## Streckenverlauf
Woiwodschaft Karpatenvorland, Powiat Brzozowski
-  Domaradz (DK 19, DW 884)
- Blizne
- Stara Wieś
-  Brzozów (DW 887)
- Humniska
-  Grabownica Starzeńska (DW 835)

Woiwodschaft Karpatenvorland, Powiat Sanocki
- Pakoszówka
- Jurowce
- Czerteż
- Zabłotce
-  Sanok (DK 28, DK 84)